# Centro histórico de Aguascalientes
El centro histórico de Aguascalientes es la zona de monumentos históricos de la ciudad mexicana de Aguascalientes en el estado homónimo declarado por el Instituto Nacional de Antropología e Historia (INAH) como Patrimonio de la nación.
En esta área se encuentran edificaciones de estilo colonial abarcando una área de 0.47 kilómetros cuadrados formada por treinta manzanas que comprenden alrededor de 116 edificios construidos entre los siglos XVI al XIX entre los que destacan las iglesias de San Marcos, La Merced, El Conventito, Ave María y presbiteriana Emmanuel, de culto religioso.
También se incluyen inmuebles de fines educativos y asistenciales como el Teatro Morelos y los palacios de Gobierno y Municipal, así como plazas y parques como las de San Marcos y de la Patria, y el jardín del Encino, entre otros.
La zona de monumentos históricos de Aguascalientes fue decretada y aprobada por el expresidente Carlos Salinas de Gortari el 14 de noviembre de 1990 y puesta en vigor de acuerdo a su publicación en el Diario Oficial de la Federación el 19 de diciembre del mismo año.

## Monumentos históricos

### Edificios religiosos
La siguiente es una lista de las construcciones que constituyen el centro histórico de Aguascalientes:
- Templo de San Marcos
- Iglesia La Merced
- El Conventito
- Iglesia Ave María
- Presbiteriana Emmanuel
- Capilla de San Juan de Dios
- Catedral Basílica de la Virgen de la Asunción
- Ex Convento de la Enseñanza
- Templo y Exconvento de San Diego
- Santuario de Guadalupe
- Templo de Cristo Rey
- Templo de la Ex Hacienda Ojo Caliente
- Templo de la Purísima Concepción
- Templo de la Tercera Orden